# Neoempheria unifascipennis
Neoempheria unifascipennis är en tvåvingeart som först beskrevs av Senior-white 1922.  Neoempheria unifascipennis ingår i släktet Neoempheria och familjen svampmyggor.
Artens utbredningsområde är Sri Lanka. Inga underarter finns listade i Catalogue of Life.